# Aegidius Sadeler
Aegidius (II) Sadeler (po 1570, Antverpy – 1625/29 Praha), psaný též jako Egidius či Gillis, česky Jiljí, pocházel z významné rodiny Sadelerů, antverpských rytců a obchodníků s uměním. V roce 1597 přišel do Prahy a stal se zde nejvýznamnějším grafikem rudolfinského dvora. V září téhož roku ho Rudolf II. jmenoval císařským rytcem a toto místo zastával i za vlády císaře Matyáše a jeho následníka Ferdinanda II.
Jeho grafické listy se vyznačovaly mistrným přepisem malířského šerosvitu. Předlohou jeho rytin byla nejen díla italských, německých a rudolfinských malířů, ale pracoval i podle vlastních námětů. Významnou součástí jeho grafiky byly portréty dvořanů a velvyslanců působících na císařském dvoře. V Praze působil až do své smrti v roce 1625 nebo 1629.

## Životopis
Aegidius II. Sadeler byl synem Aegidia I. Sadelera (1555 – asi 1609), někdy jmenovaného de Saeyelleer, antverpského puškaře a rytce zbraní a tiskaře. Po obsazení Antverp španělským vojskem rodina emigrovala do Německa, aby se krátce zastavila v Kolíně nad Rýnem (1579). Odtud pokračovala do Mnichova, kde žila u Johanna I. (Jana I.) Sadelera (1550 ?–1600 ?), otcova bratra. V dílně Jana I. Sadelera se Aegidiovi II. dostalo prvního uměleckého školení, na jehož konci byl přijat za člena antverpského malířského cechu sv. Lukáše (1589). Následujícího roku odešel se svými strýci, Janem a Rafaelem, do Frankfurtu nad Mohanem a později do Mnichova, kde se setkal s Hansem von Aachen a Jorisem Hoefnagelem, se kterými začal úzce spolupracovat. Počátkem 90. let odjel se svými strýci do Itálie. Pracoval hlavně v Římě (1593), kde se učil krajinářskému umění přerýváním krajin Paula Brila a figurální kompozici čerpající z prací Raffaela, Parmigianina, Tiziana a Tintoretta. Nakrátko se vrátil do Mnichova, ale znovu odcestoval do Itálie (1594), kde společně se strýci navštívil Veronu a Benátky, aby sám pokračoval až do Neapole.
V roce 1597 ho císař Rudolf II. povolal do Prahy a v září téhož roku ho jmenoval dvorním rytcem. V Praze nejdříve bydlel společně s Bartholomeem Sprangerem. Později se osamostatnil a měl řadu žáků, mezi kterými vynikali Isaak Major a Joachim von Sandrart, a pravděpodobně jimi byli i Václav Hollar (1607–1677) a Karel Škréta (1610?-1674). Aegidius II. Sadeler již v Praze zůstal až do své smrti (1625 nebo 1629). Byl pohřben na hřbitově u kostela sv. Jana Křtitele v Oboře.

## Umělecká tvorba
V době pražského pobytu Aegidius II. Sadeler vytvořil řadu rytin a leptů, z nichž mnohé reprodukovaly kompozice dvorních malířů rudolfínské Prahy. Řada rytin však vznikla na základě jeho vlastních návrhů jako "inventora" a současně i jako "rytce". O jeho kreslířském a malířském nadání svědčí soubor dochovaných kreseb a maleb, který mu připsali současní historici umění.

### Grafika
Aegidius II. Sadeler vytvořil grafické dílo vynikající ryteckou technikou i tématy. Mnohé grafické listy byly zhotoveny podle kreseb nebo malířských děl renesančních a manýristických umělců. Vytvořil také řadu vynikajících portrétních rytin podle svých vlastních kreseb. Mezi těmito rytinami dominují portréty Rudolfa II., z nichž třetí je císařovým jezdeckým portrétem zhotoveným podle některé z předloh Adriana de Vries. Čtvrtá a poslední císařova podobizna zachycuje panovníka krátce před smrtí, jak se vznáší k nebesům.

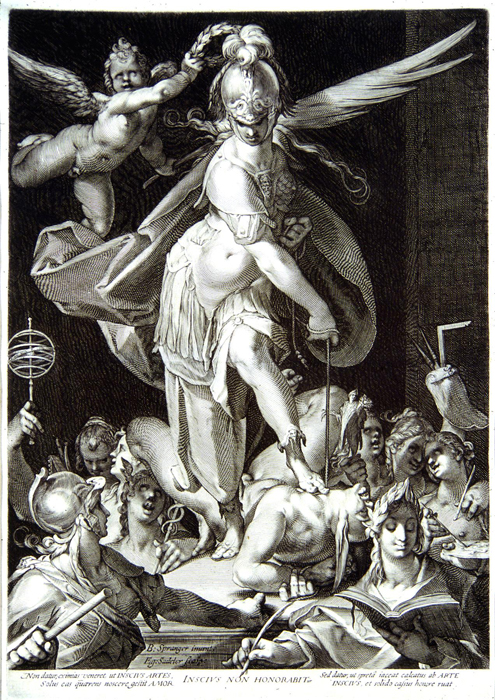
Mědiryt Triumf Moudrosti nad Nevědomostí zhotovil Aegidius II. Sadeler podle Sprangerova obrazu (Národní galerie, Praha)

V prvních letech svého pobytu v Praze Aegidius II. Sadeler úzce spolupracoval především s Bartholomeem Sprangerem (1546–1611). Společně vytvořili pět grafických listů: portrét Bartholomea Sprangera a jeho zesnulé ženy Christiny Müllerové (1600), portrét Pietra Brueghela mladšího (1606), dále mytologický příběh Herkules a Omfalé (1600), novozákonní výjev Tři Marie vracející se od Kristova hrobu a také Triumf Moudrosti nad Nevědomostí (asi 1597).

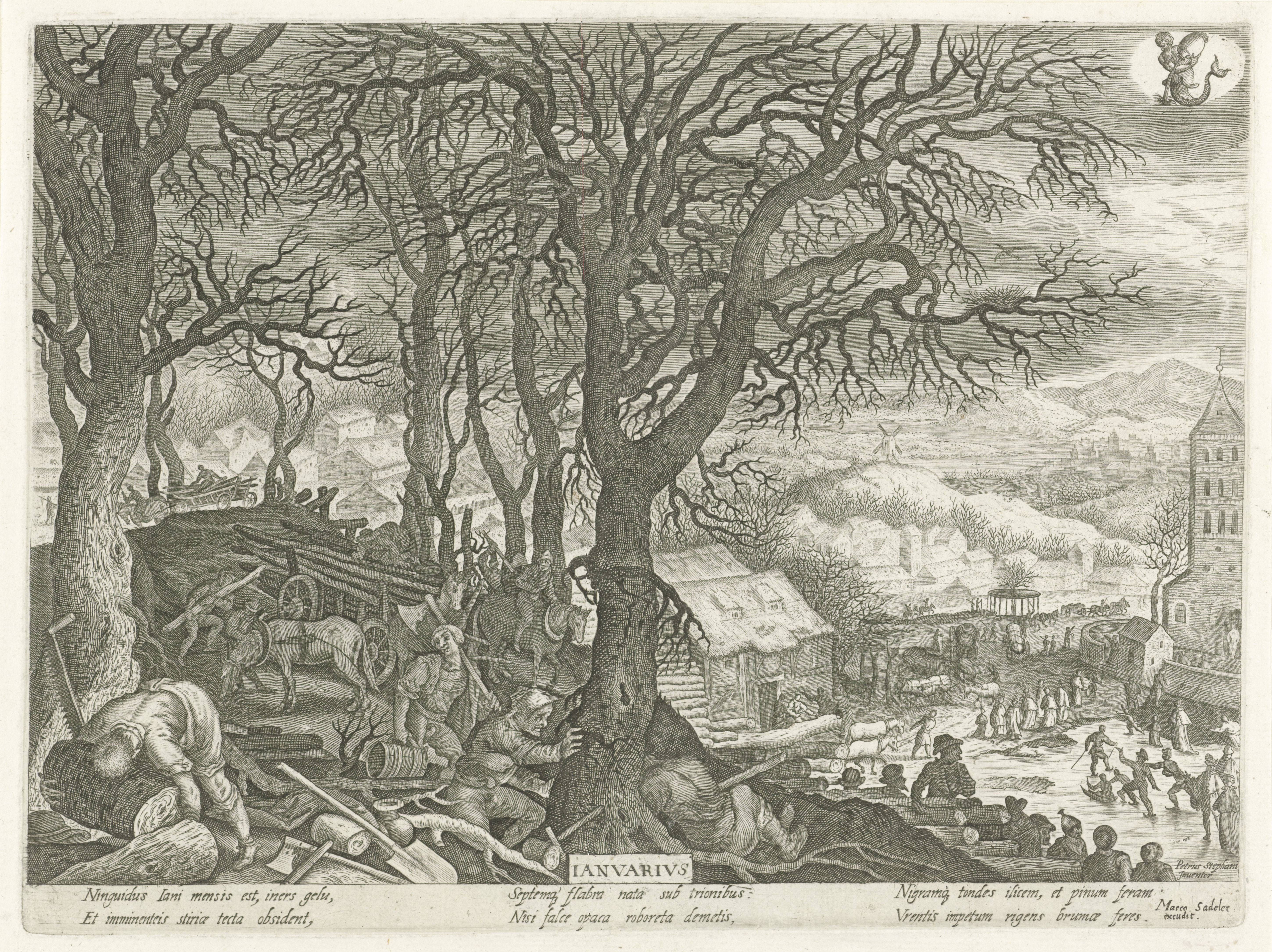
Mědiryt Leden - z cyklu Dvanácti měsíců zhotovil Sadeler podle předlohy Pietera Stevense (Národní galerie, Praha)

V letech 1600 a 1601 vydal společně s kreslířem a antikvářem Ottaviem Stradou první ze dvou svazků dodnes ceněné heraldické a ikonografické příručky Symbola divina et humana Pontificum, Imperatorum, Regum; accessit brevis et facilis..., v níž jsou uspořádány znaky a emblémy evropských panovníků a papežů od středověku do současnosti i s výkladem. Autoři ji dedikovali arcivévodovi Maxmiliánovi Bavorskému
Od roku 1604 až do konce své kariéry Aegidius II. Sadeler úzce spolupracoval s rudolfínskými krajináři, především s Roelandtem Saverym, Pietrem Stevensem a krátce i s Janem Brueghelem starším. Výsledkem této spolupráce byly cykly krajin, které zobrazovaly nejen pražské veduty, ale i venkovské krajiny v Čechách a v Tyrolsku. Stevensova kresba, která posloužila jako předloha pro Sadelerovu rytinu nazvanou Leden dokládá svou kompozicí, že podnět pro celý cyklus "Dvanáct měsíců" vyšel z obrazu Pietra Brueghela staršího Lovci na sněhu (původně sbírky Rudolfa II., dnes Uměleckohistorické muzeum, Vídeň).

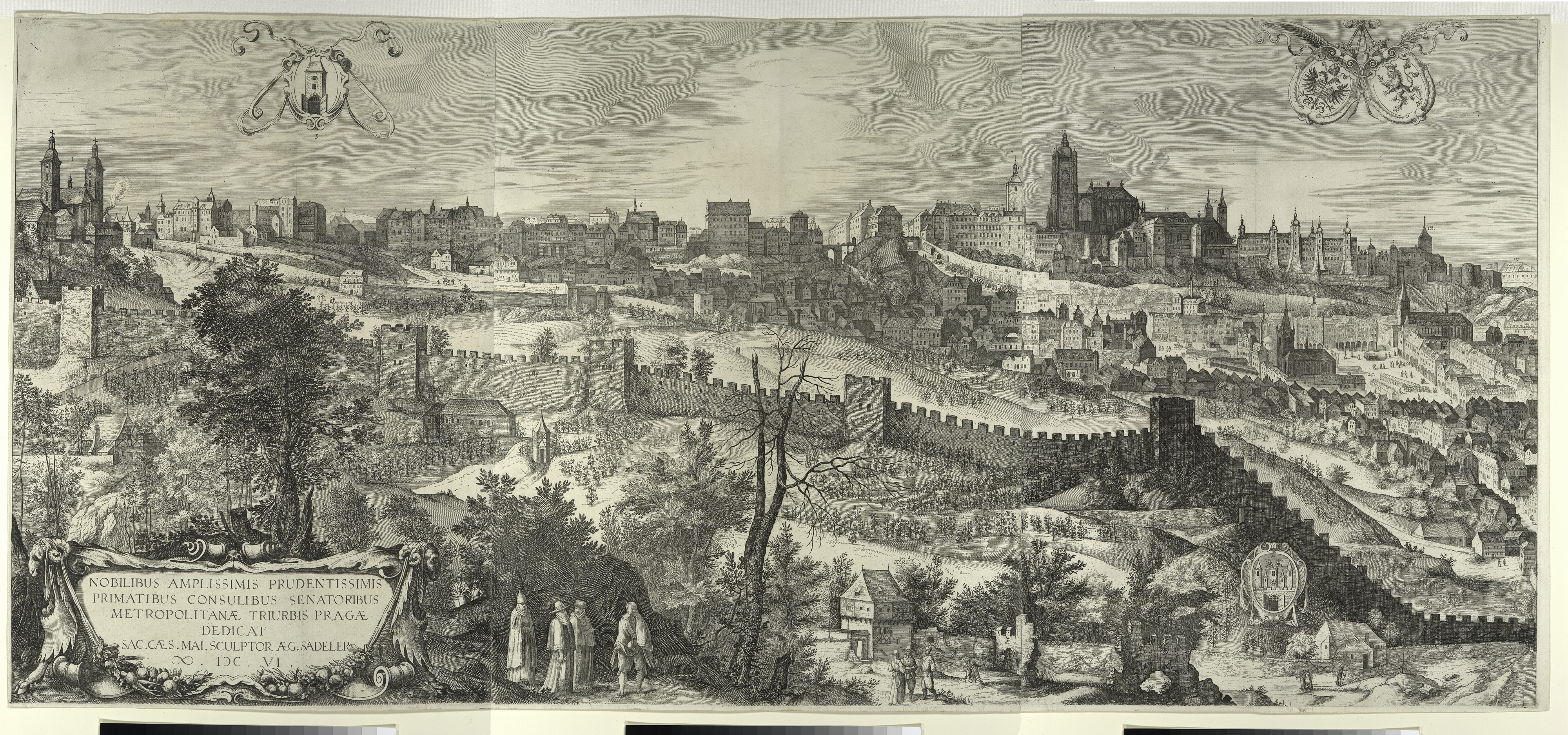
Pohled na Prahu (reprodukovány první 3 desky z levé části tzv. Sadelerova prospektu)

Hold císařskému sídelnímu městu Sadeler složil vydáním mědirytu složenému z 9 listů a nazvanému Pohled na Prahu či Sadelerův prospekt. Kresebný návrh tohoto mědirytu vytvořil Philippus van den Bossche, císařův dvorní vyšívač. Kresebnou předlohu do rytiny převedl Johann (Hans) Wechter. Hotový Prospekt Sadeler vydal v roce 1606.

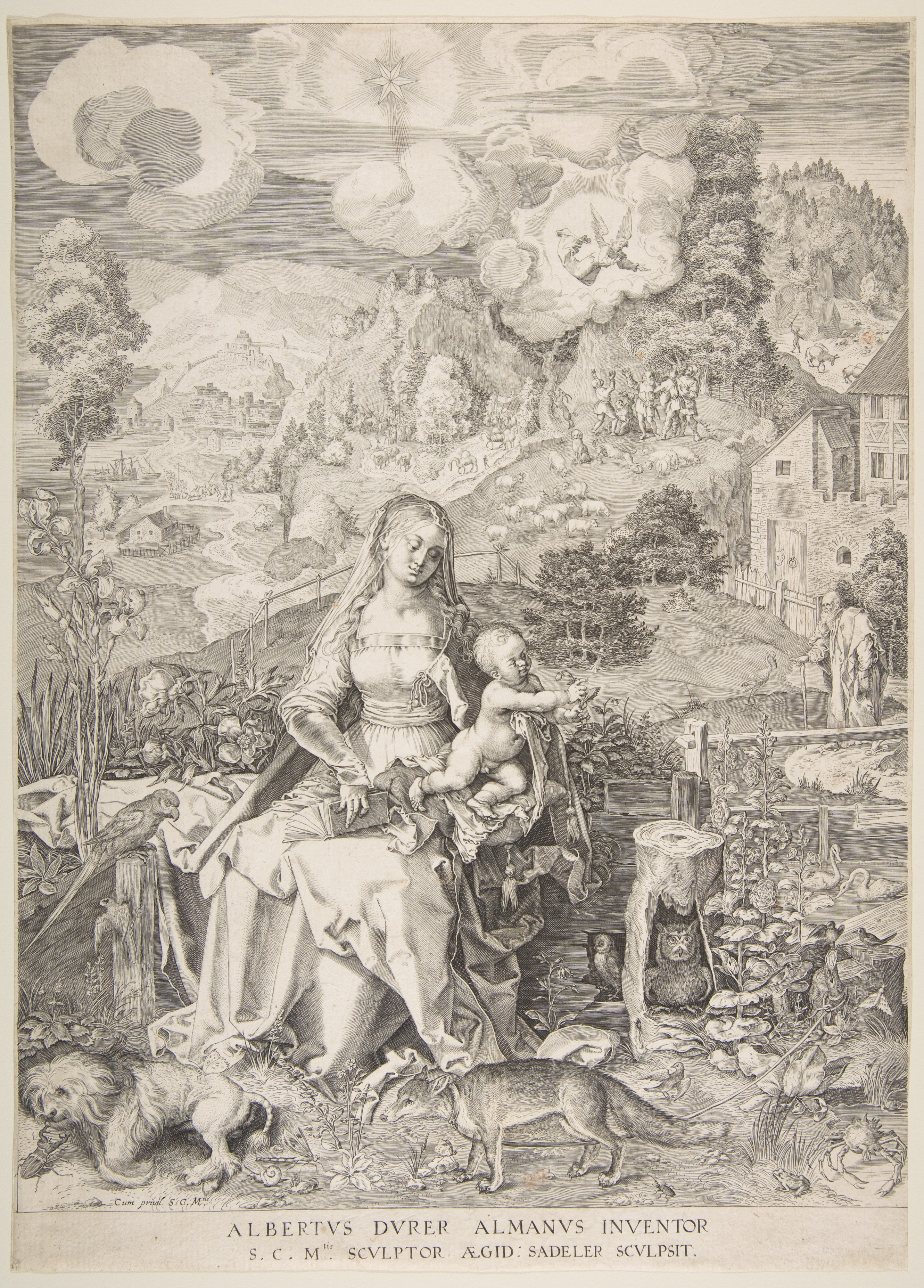
P. Marie s Ježíškem a se zvířaty je Sadelerův mědiryt a lept podle stejnojmenné perokresby Albrechta Dürera (Národní galerie, Praha)

Sbírky Rudolfa II. obsahovaly i řadu kreseb Albrechta Dürera, Rudolfova oblíbeného malíře, které Sadelerovi posloužily jako předlohy k ryteckým transformacím. Dokládá to Sadelerův mědiryt Panna Marie s Ježíškem a se zvířaty (1598) zhotovený podle Dürerovy kolorované perokresby (1503). Aegidiua II. Sadeler v této rytině použil i lept s cílem dosáhnout větší prostorovosti. Dokládá to, že Sadeler předlohy dotvářel, přičemž zachoval jejich ucelený charakter.

### Kresby

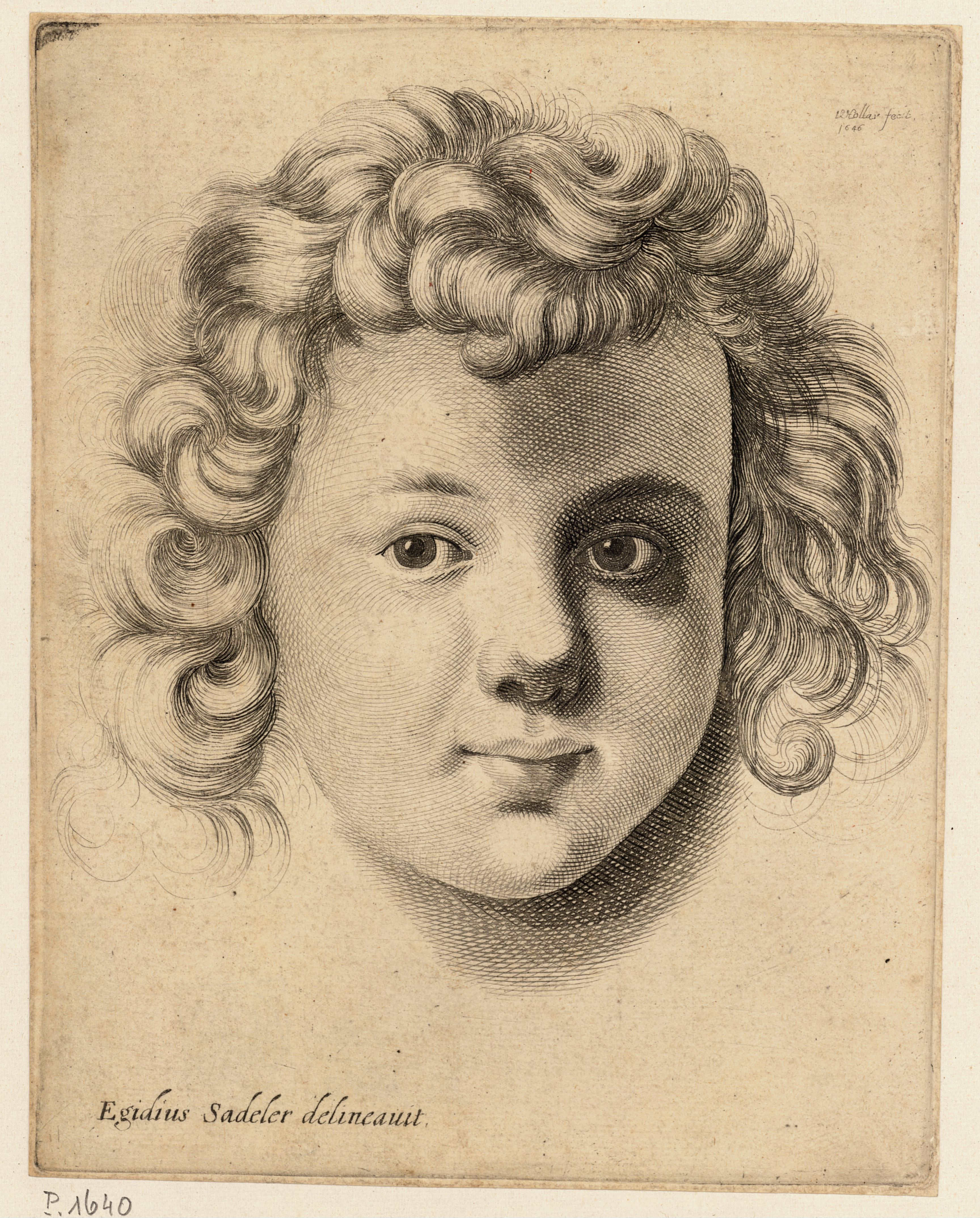
Hlava chlapce (Václava Hollara) podle Sadelerovy kresby (Knihovna University v Torontu, Kanada)

Kresby byly důležitou součástí Sadelerovy tvorby. Autor v nich projevil nejen krajinářské schopnosti, ale i schopnosti figuralisty a portrétisty. Dokládá to i kresba hlavy chlapce (snad Václava Hollara) od neznámého autora, která pravděpodobně vychází z původní práce Aegidia II. Sadelera.

### Obrazy
Po smrti Rudolfa II. (1612) Aegidius II. Sadeler pracoval i pro jeho nástupce Matyáše I. (1557–1619), a později i pro Ferdinanda II. (1578–1637).

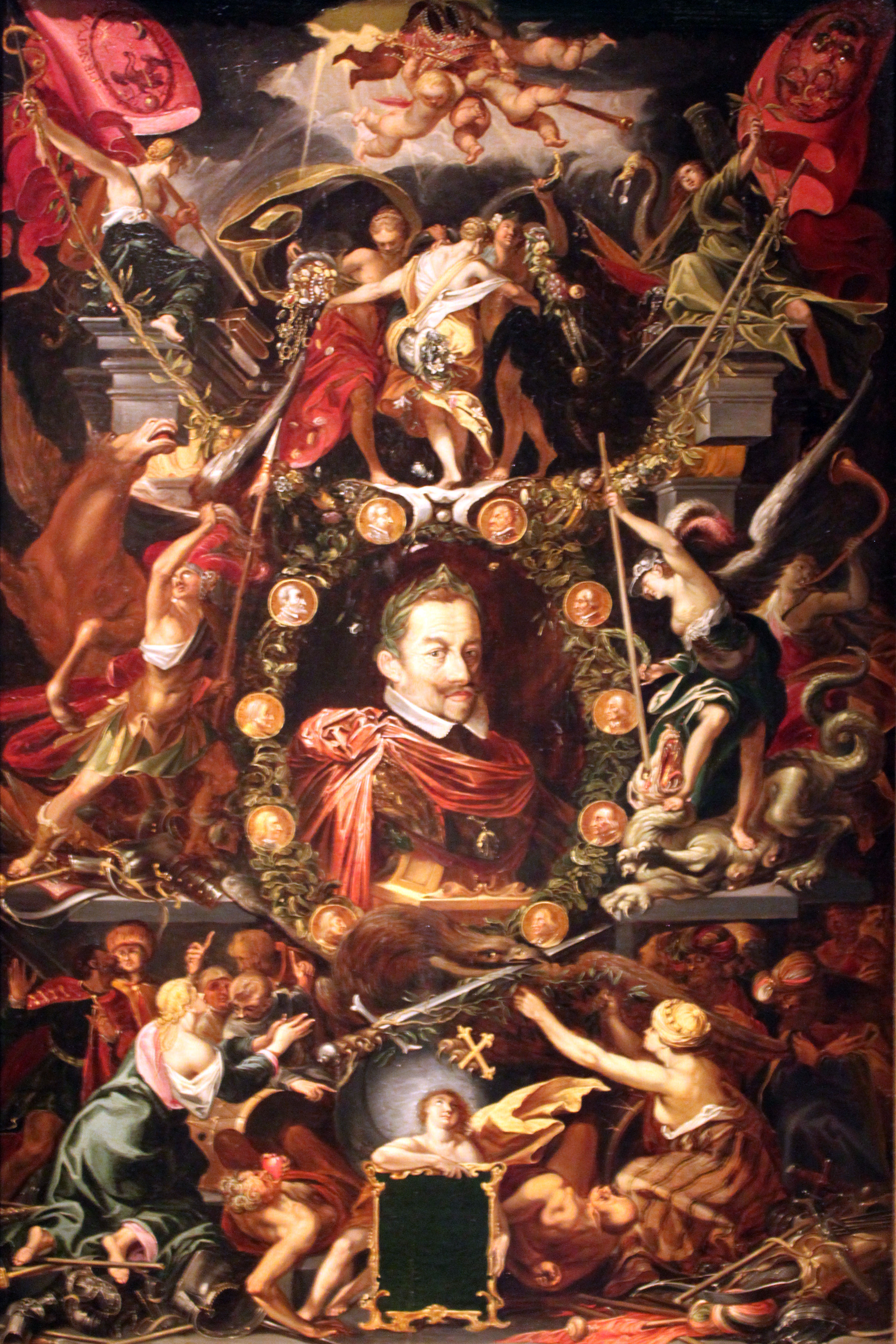
Obraz Alegorie vlády císaře Matyáše Sadeler namaloval v roce 1614 (Německé historické muzeum, Berlín)

Dokládá to jak poslední známý list nazvaný Jezdecký portrét císaře Ferdinanda, tak i Sadelerův obraz Alegorie vlády císaře Matyáše.

### Mapy
V roce 1606 vyšel Sadelerem vyrytý tzv. Sadelerův prospekt (Sadelerův prospekt Prahy) na 9 listech, který lze i hlediska kartografického hodnotit jako velmi zdařilý.
V roce 1620 vyšla v Amsterdamu mapa od Jiljího (Egidia) Sadelera, podle některých pramenů ji snad připravil kolem roku 1605. Mapa má stejný název jako Zimmermanova mapa (je opatřena titulem Bohemia in suas partes geographice distincta), pouze je doplněn dovětek: Petrus Kaerius coelavit, Egidius Sadeler delineavit a Joannes Janssonius excudit. Mapa je rozsahem, úpravou i obsahem podobnější Zimmermanově mapě než mapě Arentinově. Mapa obsahuje i veduty šesti českých měst (Praha, Cheb, Čáslav, Chomutov, Louny a Slaný) a jako ozdoby i postavy v dobových krojích.

## Umělecko-historický význam díla Aegidia Sadelera
Umělecká dráha Aegidia I. Sadelera je ideálním příkladem vlivu Rudolfova mecenášství na rozvoj ryteckého umění na císařském dvoře v Praze. Z obecného pohledu poskytují Sadeleovy reprodukční rytiny, portréty a další projekty přehled o uměleckém a politickém životě u dvora. V posledních dvou desetiletích života se Sadelerův figurální styl začal proměňovat a nabýval stále významnější "flámskosti". Jeho celoživotní reprodukční grafický přepis děl rudolfínských mistrů je nepostradatelným dokladem jejich tvorby, a to zvláště tehdy, kdy se originály nezachovaly.